# 新娘面具
《新娘面具》（： Gaksital），為韓國KBS 2TV自2012年5月30日起製播的水木連續劇，耗資100億韓元的特別企劃電視劇，改編自韓國著名漫畫家許英萬的同名漫畫，由《男人的故事》的尹成植導演執導，並由曾奪百想藝術大賞－劇本賞的《神的天秤》的柳賢美作家執筆。此劇最高收視率達27.3%(TNmS全國)，為2012年韓國水木劇收視亞軍。
背景為1932年朝鮮日治時期，以棄惡從善，代替哥哥給朝鮮人民帶來希望的新娘面具李江土(周元飾)、以及本性善良，卻為了替哥哥報仇而變得心狠手辣的帝國警部木村俊二(朴基雄飾)為故事中心。講述本來就不應該成為朋友的兩人，因為同樣背負著國仇家恨，被迫由親密摯友不可避免地走向宿命對決的悲劇性友情。以及江土和牡丹(陳世娫飾)刻骨銘心的愛情、江土和親哥哥江山(申鉉濬飾)感人的親情。

## 劇情介紹
李江土為了讓母親和哥哥江山得到更好的生活，決定效忠大日本帝國。由於武術精湛和勇敢果決的處事作風，深受局長紺野功治賞識，很快成為了鍾路署警部補。以京城最酷的冷都男而聞名的他，看似風流快活，但同時也是被所有朝鮮人民鄙視，恨得咬牙切齒的「走狗」。
1930年代初，朝鮮無名英雄新娘面具四出儆惡懲奸，抵抗大日本帝國的統治。而李江土朝鮮人的身份招致木村俊二的哥哥-鐘路署警部木村建二的痛恨。木村建二為了除掉李江土，便誣陷江土和面具一伙。江土為了替自己洗脫罪名，向局長發誓三天內必定緝捕面具。
一夜，新娘面具為了報殺母之仇，憤怒的撲向木村建二，卻被江土開槍擊中要害。然而，當江土冷笑着想要揭開他的面具時，卻發現他一直想追捕的新娘面具，居然是自己最愛的親哥哥李江山…江土遭此變故後陷入崩潰，他從父親生前的護衛-白建口中得知哥哥成為新娘面具的主要原因。為了完成父兄的遺願，以及報殺母之仇，江土戴上新娘面具，衝入鍾路署殺掉木村建二，卻不幸被自己唯一的摰友，建二的弟弟木村俊二目睹整個過程……
被仇恨蒙蔽了雙眼的俊二，為了替兄長報仇而穿上警服。他一改過去的和善，變得心狠手辣起來。為了問出殺兄仇人的身份，冷血的拷打反抗者。然而，江土對牡丹的態度轉變和最近的反常行為很快就令俊二對其身份產生懷疑。機關算盡的他，開始對江土各種試探暗算，並設下重重陷阱，誓要親手揭開新娘面具讓他露出真面目……

## 演員陣容

### 主要角色
| 演員                | 角色                 | 介紹 |
| 周元 少年： 金祐錫  | 李江土 佐藤宏 李永   | 貧窮的生活只能供哥哥一人讀書，但讀到京城帝大法學院的哥哥卻因入獄受殘酷拷問變成了白痴，這一切全拜父親生前從事的獨立運動所賜。為了養活家人及治好哥哥，他下定決心向大日本帝國效忠，即使沒錢沒背景沒學識，只要有優秀的武術實力也可以成為警察。在這個時候遇到了唯一願意施以援手的木村俊二，在他的幫助下劍道突飛猛進並成功考上警察。 成為警察後，毫不留情地將妨害「內鮮一體」的傢伙抓起來，實力得到認可後飛黃騰達。每天穿著筆挺西裝，開雪佛萊汽車，以京城最酷的冷都男和社交界的皇太子的身份而聞名，但同時也是朝鮮人民恨得咬牙切齒的「走狗」。這個時候，那個該死的新娘面具的出現讓他唯一的夢破碎了。以抓住新娘面具為目標的他根本沒想到，面具其實就是他那個「白痴」哥哥。自開槍擊中面具的那一刻開始，一切已經無法回頭，還有無法避開的悲慘命運正在等着他。 |
| 陳世娫 少年：金賢秀 | 吳牡丹 覃粉兒 艾絲特 | 無論在多麼絕望的瞬間，只要用「我是獨立軍大將覃思利的女兒」這句話，就可以緊握拳頭活過來，對奴隸出身卻活躍於獨立軍中的父親感到無比驕傲。為了重遇父親覃思利以及童年時期徘徊於生死之間時遇到的初戀少爺，放棄跟傳教士去美國的絕好機會，選擇留在朝鮮，成為了流浪劇團團員。 以京城最富盛名的雜技團首席女演員身份活動的她，並不知道在法庭上冷笑著跟被判死刑的父親合照的冷血男人，那個自己一直恨之入骨的「走狗」李江土，就是自己在夢中也想念的初戀少爺。 |
| 朴基雄 少年：李秉俊 | 木村俊二             | 作為日本武士父親之子，出生以來就背負著要學習劍道的宿命，因為無法臣服於「強者就是善，侵略就是極善」這種帝國主義的理念和認同父親「朝鮮人是未開化的百姓」的想法，所以主動放棄了劍道，選擇教導朝鮮孩子學習的教師之路。愛着貧困凋敝的朝鮮，唯一的摯友和深愛的女人也是朝鮮人。 但自從目睹兄長被新娘面具殺害後性情大變，為了替兄長報仇而穿上警服。被仇恨蒙蔽了雙眼的他，變得心狠手辣起來，誓言要不顧一切親手取下新娘面具的命。他當時還不知道，從他穿上警服的那一刻開始，就等同與摯友李江土和深愛的女人吳牡丹為敵。在接手調查新娘面具的過程中很快就懷疑起身邊的李江土，得知摯友是殺兄仇人的真相後陷入崩潰。 |
| 韓彩雅              | 蔡虹茱 上野理惠 拉拉 | 時而是明星歌手，時而是修女，時而是諜報員，身份變化無常，精通權謀之術又善於欺騙。兩班貴族的獨生女出身，父親因不願提供朝鮮獨立軍後援資金而遭到殺害，受到衝擊的母親也離世了，剎那間家破人亡，淪落為孤兒。為了活下來，9歲的她就當了妓女。 有着出眾的外貌和超群的歌舞實力，對朝鮮獨立軍憎恨到骨髓裡的她，才華受到日本政界大腕人物上野秀樹賞識，並成為了他的養女。接受了連陸軍軍官們都難以忍受的情報教育後，身負著將新娘面具除去的命令再次踏上朝鮮土地。在潛入調查的過程中，重遇多年前曾經救過自己性命的李江土，卻漸漸發現那個充滿野心的男人，和自己必須除掉的民族英雄新娘面具之間有着令人毛骨悚然的關係。 |

### 李江土周圍人物
| 演員                | 角色        | 介紹 |
| 申鉉濬 少年：尹弘斌 | 李江山 李仁 | 江土的哥哥，因被日本警察嚴刑拷打，成了智障。在向殺母仇人健二復仇時，被不知情的身為帝國警察的弟弟開槍打死。 |
| 宋鈺宿              | 韓氏        | 江山、江土的母親，發現江山為新娘面具後，被追來訊問的健二失手殺害。                                         |
| 李一宰              | 李宣        | 江山、江土的父親。                                                                                         |
| 全賢                | 白健        | 李宣的手下                                                                                                 |

### 牡丹周圍人物
| 演員   | 角色          | 介紹 |
| 全盧民 | 覃思利        | 牡丹的父親，獨立軍，假扮成有錢會社會長崔泰坤，接近李伯爵夫婦。                                               |
| 孫炳昊 | 趙東柱        | 極東雜技團團長                                                                                               |
| 李京實 | 吳東年        | 極東雜技團團員，當覃思利要被公開處決時，向警察反抗，被俊二開槍打死。                                         |
| 李炳俊 | 申南多        | 極東雜技團團員                                                                                               |
| 孫汝恩 | 嚴善華        | 極東雜技團團員，和牡丹最要好的妹妹。                                                                         |
| 徐允兒 | 季順          | 極東雜技團團員，總是為了錢，出賣雜技團團員。                                                                 |
| 潘敏貞 | 安娜 （赤波） | 獨立軍同志，和覃思利假扮夫妻接近李時勇夫婦。在幫助覃思利逃跑時，重槍摔落車下，被警察抓回審問，最終咬舌自盡。 |
| 金明坤 | 楊白          | 獨立領導人                                                                                                   |
| 鄭恩屏 | 真紅          | 臨時政府菁英要員                                                                                             |
| 金智玟 | 安石          | 臨時政府菁英要員                                                                                             |
| 金永勳 | 朴勤修        | 獨立軍要員，為了保護新娘面具，被俊二開槍打死。                                                               |
| 朴寶劍 | 民奎          | 季順的弟弟                                                                                                   |

### 木村俊二周圍人物
| 演員   | 角色     | 介紹                                                                         |
| 千虎珍 | 木村太郎 | 鐘路警察署長，俊二的父親，氣昇會會員。                                       |
| 朴柱亨 | 木村憲二 | 鐘路警察署警部，俊二的哥哥。因為殺害江土的母親，遭到江土扮成的新娘面具殺害。 |
| 朱福珍 | 奶娘     | 俊二的奶娘，順伊的奶奶                                                       |
| 賈媛   | 沈順伊   | 被召去戰場擔任看護婦，實為日本為了召慰安婦的謊言。                           |

### 蔡虹茱周圍人物
| 演員       | 角色     | 介紹                     |
| 全國煥     | 上原秀樹 | 氣昇會會長，虹茱的養父。 |
| 安亨俊     | 勝山準   | 虹茱的護衛武士           |
| Bruce Kahn | 加藤銀平 | 上原的手下               |

### 鐘路警察署
| 演員   | 角色     | 介紹                             |
| 金應洙 | 紺野浩二 | 總督府警務局長，後被銀平殺害。   |
| 尹鋒吉 | 阿部愼司 | 鐘路警察署巡察，江土的部下。     |
| 尹鎮鎬 | 小磯忠信 | 鐘路警察署巡察部長，憲二的部下。 |
| 余鎬民 | 有志石田 | 俊二及小磯派來監視江土的警察     |
| 金明樹 | 村山義雄 | 上原秀樹威脅總督而上任的新署長   |

### 天使俱樂部
| 演員   | 角色   | 介紹                                                                                           |
| 池瑞胤 | 塔霞   | 天使俱樂部經營者，亦為協助獨立軍的一員。                                                       |
| 白宰振 | 奉室長 | 天使俱樂部管理室長                                                                             |
| 崔代勳 | 李海石 | 李施溶的兒子，電影導演。對背叛祖國的父親感到羞恥，在幫助新娘面具及獨立軍取得資金後，開槍自盡。 |
| 張俊渝 | 瑪麗   | 天使俱樂部舞女                                                                                 |
| 李在源 | 盧向燁 | 天使俱樂部服務生，和塔霞私下協助獨立軍。                                                       |
| 吳恩禾 | 秀智   | 天使俱樂部舞女                                                                                 |
| 楊熙允 | 珍妮   | 天使俱樂部舞女                                                                                 |

### 氣昇會京城支部
| 演員   | 角色   | 介紹                                                                                               |
| 權泰元 | 崔銘燮 | 京城法院判事，被新娘面具殺死。                                                                     |
| 金圭哲 | 禹炳俊 | 總督府附設醫院院長                                                                                 |
| 安奭奐 | 李施溶 | 中樞院參議，伯爵。被上原會長得知兒子海石協助新娘面具，而遭到上原會長賜死。                         |
| 金正蘭 | 李華京 | 李施溶伯爵的後妻。因繼子海石協助新娘面具，而遭到上原會長的賜死。                                   |
| 金泰英 | 朴寅杉 | 京城日報社長，因利用東震的名號，徵召看護婦，實為召慰安婦的謊言，誘騙朝鮮人上當，而被新娘面具殺死。 |
| 房重賢 | 朴星模 | 記者，寅杉的兒子，為了為父親復仇，而加入氣昇會。                                                   |
| 高仁範 | 趙榮根 | 朝日銀行頭取，因利用貸款來騙取朝鮮人的地契，而被新娘面具殺死。                                     |

### 其他人物
| 演員   | 角色   | 介紹                                                 |
| 宋敏亨 | 和田龍 | 朝鮮總督                                             |
| 金奉元 | 金得水 |                                                      |
| 姜基華 | 雅子   | 妓生                                                 |
| 崔允俊 | 宋社長 | 京城旅社社長                                         |
| 梁在元 | 裴滿成 | 鐘路市場商人                                         |
| 張光   |        | 中樞院參議                                           |
| 金基賢 | 玄議員 |                                                      |
| 洪汝珍 |        | 玄議員的夫人，女校校長。                             |
| 吉金城 | 南聖憲 |                                                      |
| 朴誠雄 | 東震   | 被日本警察列為不逞鮮人一號人物，私下訓練青年以獨立。 |
| 崔大哲 | 宋記者 | 獨立軍一員                                           |

## 原聲帶
- 《新娘面具》OST（發行日期：2012年8月29日）

| 曲序 | 曲目               | 演唱            |
| ---- | ------------------ | --------------- |
| 1.   | Goodbye Day        | ULALA SESSION   |
| 2.   | 明知不可以         | 4 Men           |
| 3.   | 晚霞過後           | Gavy NJ         |
| 4.   | 你在我懷裡         | Bohemian        |
| 5.   | 審判之日           | 周元＆李正賢    |
| 6.   | 那句話             | Melody Day      |
| 7.   | 愛情 還有愛情      | 周元            |
| 8.   | 不行了             | 鄭恩屏          |
| 9.   | 獨愛               | 韓彩雅          |
| 10.  | 即使痛             | 李澀菲          |
| 11.  | 青紅               | 池瑞允          |
| 12.  | 新娘面具           | Various Artists |
| 13.  | Holy               | Various Artists |
| 14.  | 命運               | Various Artists |
| 15.  | 我在你身邊         | Various Artists |
| 16.  | 守護神             | Various Artists |
| 17.  | 獨愛（Orch. Ver.） | Various Artists |
| 18.  | 太極旗在這土地上   | Various Artists |

## 收視率
| 集數       | 播出日期   | TNmS 收視率      | TNmS 收視率    | AGB 收視率       | AGB 收視率     |
| 集數       | 播出日期   | 大韓民國（全國） | 首爾（首都圈） | 大韓民國（全國） | 首爾（首都圈） |
| ---------- | ---------- | ---------------- | -------------- | ---------------- | -------------- |
| 第1集      | 2012/05/30 | 12.6%            | 12.8%          | 12.7%            | 13.3%          |
| 第2集      | 2012/05/31 | 12.4%            | 13.3%          | 12.4%            | 12.9%          |
| 第3集      | 2012/06/06 | 13.3%            | 14.5%          | 13.6%            | 13.9%          |
| 第4集      | 2012/06/07 | 14.8%            | 14.9%          | 15.6%            | 16.7%          |
| 第5集      | 2012/06/13 | 13.8%            | 14.1%          | 14.5%            | 15.4%          |
| 第6集      | 2012/06/14 | 15.5%            | 16.3%          | 15.0%            | 15.7%          |
| 第7集      | 2012/06/20 | 15.3%            | 15.5%          | 15.5%            | 16.5%          |
| 第8集      | 2012/06/21 | 15.4%            | 15.0%          | 15.5%            | 16.3%          |
| 第9集      | 2012/06/27 | 14.7%            | 13.9%          | 14.8%            | 15.2%          |
| 第10集     | 2012/06/28 | 14.6%            | 15.0%          | 15.9%            | 15.3%          |
| 第11集     | 2012/07/04 | 17.6%            | 17.2%          | 14.8%            | 15.8%          |
| 第12集     | 2012/07/05 | 16.5%            | 15.6%          | 14.0%            | 14.0%          |
| 第13集     | 2012/07/11 | 16.7%            | 15.6%          | 14.4%            | 14.4%          |
| 第14集     | 2012/07/12 | 17.3%            | 16.3%          | 16.3%            | 17.5%          |
| 第15集     | 2012/07/18 | 17.2%            | 16.8%          | 15.2%            | 16.7%          |
| 第16集     | 2012/07/19 | 18.1%            | 17.3%          | 16.8%            | 18.2%          |
| 第17集     | 2012/07/25 | 16.7%            | 16.8%          | 15.6%            | 16.3%          |
| 第18集     | 2012/08/01 | 16.9%            | 16.3%          | 18.0%            | 18.2%          |
| 第19集     | 2012/08/08 | 19.3%            | 18.8%          | 18.3%            | 18.2%          |
| 第20集     | 2012/08/09 | 20.6%            | 20.6%          | 19.5%            | 19.8%          |
| 第21集     | 2012/08/15 | 22.6%            | 23.1%          | 19.4%            | 18.8%          |
| 第22集     | 2012/08/16 | 21.9%            | 22.4%          | 19.7%            | 19.5%          |
| 第23集     | 2012/08/22 | 22.2%            | 22.4%          | 19.8%            | 19.5%          |
| 第24集     | 2012/08/23 | 22.3%            | 22.9%          | 20.3%            | 20.2%          |
| 第25集     | 2012/08/29 | 19.4%            | 19.4%          | 20.4%            | 20.6%          |
| 第26集     | 2012/08/30 | 22.8%            | 22.9%          | 21.4%            | 21.7%          |
| 第27集     | 2012/09/05 | 24.3%            | 26.1%          | 21.5%            | 21.9%          |
| 第28集     | 2012/09/06 | 27.3%            | 27.7%          | 22.9%            | 23.2%          |
| 平均收视率 | 平均收视率 | 17.93%           | 17.98%         | 16.92%           | 17.35%         |

## 同時段競爭節目
- MBC：《I do I do》、《阿娘使道傳》
- SBS：《幽靈》、《致美麗的你》

## 提名及獲獎列表
| 年度                    | 頒獎典禮                    | 獎項            | 入圍者 | 結果 |
| 2012年                  |                             |                 |        |      |
| 第20屆大韓民國演藝大賞  | 最優秀電視劇賞              | 新娘面具        | 提名   |      |
| 第20屆大韓民國演藝大賞  | 最優秀電視劇 PD賞           | 尹成植          | 提名   |      |
| 第20屆大韓民國演藝大賞  | 最優秀男演員賞              | 周元            | 提名   |      |
| 第20屆大韓民國演藝大賞  | 優秀男演員賞                | 金應洙          | 獲獎   |      |
| 第20屆大韓民國演藝大賞  | 優秀男演員賞                | 李炳俊          | 提名   |      |
| 第20屆大韓民國演藝大賞  | 優秀男演員賞                | 全盧民          | 獲獎   |      |
| 第20屆大韓民國演藝大賞  | 最佳男配角賞                | 朴基雄          | 提名   |      |
| 第20屆大韓民國演藝大賞  | 最佳女新人賞                | 韓彩雅          | 提名   |      |
| 第20屆大韓民國演藝大賞  | 最佳女新人賞                | 陳世娫          | 提名   |      |
| 第20屆大韓民國演藝大賞  | 最佳女新人賞                | 潘敏貞          | 獲獎   |      |
| 1st K-Drama Star Awards | 最優秀男演員賞              | 周元            | 提名   |      |
| 1st K-Drama Star Awards | 最優秀女演員賞              | 陳世娫          | 提名   |      |
| 1st K-Drama Star Awards | 特技賞                      | 新娘面具        | 獲獎   |      |
| KBS演技大賞             | 最優秀男演員賞              | 周元            | 提名   |      |
| KBS演技大賞             | 最優秀男演員賞              | 千浩振          | 提名   |      |
| KBS演技大賞             | 優秀男演員賞 長篇電視劇部門 | 周元            | 獲獎   |      |
| KBS演技大賞             | 優秀男演員賞 長篇電視劇部門 | 千虎珍          | 提名   |      |
| KBS演技大賞             | 優秀女演員賞 長篇電視劇部門 | 陳世娫          | 提名   |      |
| KBS演技大賞             | 優秀女演員賞 長篇電視劇部門 | 韓彩雅          | 提名   |      |
| KBS演技大賞             | 最佳女新人賞                | 陳世娫          | 獲獎   |      |
| KBS演技大賞             | 最佳男配角賞                | 朴基雄          | 獲獎   |      |
| KBS演技大賞             | 最佳女配角賞                | 金正蘭          | 提名   |      |
| KBS演技大賞             | 最佳男童星賞                | 金禹錫          | 提名   |      |
| KBS演技大賞             | 最佳女童星賞                | 金賢秀          | 提名   |      |
| KBS演技大賞             | 最佳情侶賞                  | 周元 & 朴基雄   | 提名   |      |
| KBS演技大賞             | 最佳情侶賞                  | 周元 & 陳世娫   | 提名   |      |
| KBS演技大賞             | 人氣賞                      | 周元            | 獲獎   |      |
| 2013年                  |                             |                 |        |      |
| 13th 大韓民國國會大賞   | 年度電視劇賞                | 新娘面具        | 獲獎   |      |
| 第49屆百想藝術大賞      | 男子人氣賞                  | 周元            | 提名   |      |
| 第1屆 DramaFever Award  | 最佳男演員賞                | 周元            | 提名   |      |
| 第1屆 DramaFever Award  | 最佳兄弟情誼賞              | 周元 & 朴基雄   | 獲獎   |      |
| 第1屆 DramaFever Award  | 最佳反派獎                  | 朴基雄          | 提名   |      |
| 第1屆 DramaFever Award  | 最遺憾情侶賞                | 朴基雄 & 韓彩雅 | 提名   |      |

## 軼事
「江俊組合」:雖然劇中的官方配對是江土和牡丹，但對這部愛情綫偏少，主打雙男主愛恨情仇的電視劇而言，周元、朴基雄在劇中的友情綫似乎更受觀眾喜愛。雖然兩人在劇中是由友化敵，針鋒相對的仇敵關係，但在2012年KBS演技大賞中，「江俊組合」卻獲得最佳情侶獎提名，在2012及2013年的韓國網友列出的電視劇最佳情侶名單中亦多次榜上有名，在眾多男女cp中尤其亮眼，情況份屬罕見。2013年，周元、朴基雄共同獲得 DramaFever Award 最佳兄弟情誼賞。

## 其他
- 2012年4月18日，《新娘面具》劇組配角演員所搭乘車輛奔赴拍攝現場時發生交通事故，造成1人死亡、30人受傷。
- 受到2012倫敦奧運影響，7月25日起連續2週僅於週三播出一集，8月8日起恢復每週二集。

## 腳註
1. ↑  台灣東森戲劇台首播配音時，覃念作"ㄊㄢˊ"，但後來台灣教育部更改覃字念作"ㄑ一ㄣˊ"，出現讀音錯誤現象。(實則"覃"字做為姓氏時，有三種不同發音。有唸做ㄊㄢˊ者，有唸做ㄑㄧㄣˊ者，亦有唸ㄒㄩㄣˊ者。)
2. ↑  東森播出時，翻譯為木村健治。
3. ↑  東森播出時，翻譯為今野弘治
4. ↑  劇中出現漢字為李施溶，東森播出時，則翻譯為李時勇。
5. ↑  TNmS 멀티미디어 홈페이지 的存檔，存档日期2012-11-12.
6. ↑  AGB닐슨 미디어리서치 홈페이지 的存檔，存档日期2013-12-26.
7. ↑  .   [2013-03-02]. （原始内容存档于2013-10-29）.
8. ↑  .   [2013-04-13]. （原始内容存档于2018-03-03）.
9. ↑  .   [2013-04-13]. （原始内容存档于2020-04-18）.

## 外部連結
- 韓國KBS官方網站 （页面存档备份，存于）
- 臺灣東森官方網站（繁體中文）

| KBS 2TV 水木劇                               | KBS 2TV 水木劇                                                | KBS 2TV 水木劇 |
| -------------------------------------------- | ------------------------------------------------------------- | -------------- |
|                                              | 新娘面具 （2012年5月30日 - 2012年9月6日）                     |                |
| 赤道的男人 （2012年3月21日 - 2012年5月24日） | 世上哪裡都找不到的善良男人 （2012年9月12日 - 2012年11月15日） |                |

| 臺灣 東森戲劇台 星期六、日 21:00 - 23:00       | 臺灣 東森戲劇台 星期六、日 21:00 - 23:00  | 臺灣 東森戲劇台 星期六、日 21:00 - 23:00 |
| ---------------------------------------------- | ----------------------------------------- | ---------------------------------------- |
|                                                | 面具情人 （2013年3月16日 - 2013年6月1日） |                                          |
| 妻子們的秘密 （2013年2月23日 - 2013年3月10日） | 愛在哈佛 （2013年6月2日 - 2013年7月14日)  |                                          |

| KBS World 24 星期二至五 05:00 - 06:05            | KBS World 24 星期二至五 05:00 - 06:05       | KBS World 24 星期二至五 05:00 - 06:05 |
| ------------------------------------------------ | ------------------------------------------- | ------------------------------------- |
|                                                  | 新娘面具 （2021年2月11日 - 2021年3月26日）  |                                       |
| 不能結婚的男人 （2021年1月14日 - 2021年2月10日） | 榮光的在仁 （2021年3月30日 - 2021年5月7日） |                                       |